# Kurpfälzische Dialekte
Kurpfälzisch ist eine Untergruppe der vorderpfälzischen Dialektgruppe. Es ist der einzige rechtsrheinische pfälzische Dialekt. Lexikographisch erfasst und bearbeitet werden die kurpfälzischen Dialekte im Badischen Wörterbuch.

## Verbreitung und Abgrenzung
Das Kurpfälzische wird in der rechtsrheinischen Kurpfalz gesprochen, der Unterschied zum linksrheinischen Vorderpfälzischen ist minimal. Eigentlich sind die Vorderpfalz und die Kurpfalz als ein Sprachraum zu sehen, umrahmt von den eher singenden Versionen in Odenwald und Pfälzerwald. Das kurpfälzische Sprachgebiet erstreckt sich im Raum um Mannheim und Heidelberg entlang des Rheins von Lampertheim im Norden  bis südlich von Hockenheim und entlang des vorderen Odenwalds und Kraichgaus von Weinheim und Viernheim im Norden bis südlich von Wiesloch;  im Osten reicht es in den badischen Odenwald hinein über Neckargemünd bis nach Eberbach, Mosbach und Sinsheim. Etwa 1.500.000 Personen wohnen im Gebiet des kurpfälzischen Sprachraums.
In den östlichen Teilen des badischen Odenwaldes spricht man einen südrheinfränkischen Dialekt, das so genannte Odenwäldische. Der auffälligste Unterschied zwischen dem kurpfälzischen Dialekt und dem ähnlich aufgebauten, aber trockener klingenden Dialekt des hessischen Odenwaldes (Odenwälderisch) im Norden ist das typische kurpfälzische „Singen“, das oft die Betonung am Ende eines Satzes oder gemeinhin unbetonter Satzteile ansteigen lässt.
Im Südosten grenzt das Kurpfälzische an das Ostfränkische im nördlichen Württemberg, im Süden an das Südfränkische (Nordbadische). Allerdings ist die Abgrenzung des Kurpfälzischen nach Süden und Osten nicht ganz eindeutig festgelegt. Linguistisch korrekt ist es die Speyerer oder „Appel/Apfel-Linie“, die das Mitteldeutsche vom Oberdeutschen trennt (siehe auch unten), allerdings klassifizieren die meisten Bewohner der Gebiete um Mosbach und Sinsheim, die zur historischen Kurpfalz gehörten, und auch viele Sprecher um Bruchsal ihren Dialekt selbst als Kurpfälzisch.
Aufgrund der historischen Entwicklung der Region hatte die französische Sprache einen deutlichen Einfluss auf die Entwicklung der kurpfälzischen Dialekte („Droddwaa“ = Trottoir, „Schässlong“ = Chaiselongue, „alla“ = à la prochaine, „allé“ = Allez, „mallad“ = malade). Ebenso hinterließen das Rotwelsche und Jiddische deutliche Spuren. Auch mit den Amischen (USA), die teilweise heute noch das vom Pfälzischen abstammende Pennsilfaanisch Deitsch sprechen, ist eine Verständigung relativ einfach möglich.

## Eigenheiten

### Lautliche Eigenheiten
Dabei ist das Kurpfälzische von seinen Nachbardialekten stark beeinflusst und weicht so teilweise vom restlichen Pfälzisch ab; für „ich“ wird großenteils „isch“ verwendet, wie westlich des Rheins ausschließlich, aber je nach Region auch wie im Südrheinfränkischen und Schwäbischen „i“.
Der für das Westmitteldeutsche und Pfälzische so typische Erhalt des „p“ in Wörtern wie „Palz“, „Parrer“, „Appl“, „Peif“, „Pund“, „Plaum“ im Gegensatz zum hochdeutschen „pf“ infolge der Zweiten Lautverschiebung ist im Kurpfälzischen als Übergangsdialekt von Ort zu Ort verschieden: In Schwetzingen und Heidelberg heißt es „Appl“, „Plaum“ und „Pund“, in Leimen, Nußloch, Wiesloch und Hockenheim schon „Apfl“, in St. Leon-Rot, Oberhausen-Rheinhausen und Bammental auch „Pflaum“, in Dielheim, Tairnbach, Mühlhausen, Bad Schönborn und Sinsheim dann auch „Pfund“. Diese und andere kleinräumige Unterschiede sind für Fremde oft sehr verwirrend, allerdings gibt es auch hier Tendenzen zur regionalen Vereinheitlichung des gesprochenen Dialekts.
In einigen Dialekten gibt es ein langes offenes o, das hochdeutschem au bzw. ei entspricht, wenn diese beiden Diphthonge sich aus Mittelhochdeutsch ou bzw. ei entwickelt haben (Wiedergabe gelegentlich mit å, Bsp. Da Borris Begga kummt vun Låme – Der Boris Becker kommt von/aus Leimen). Auch ein nasaliertes offenes o kommt vor (Wiedergabe mit ã, Bsp. Gebb net so ã – Gib nicht so an). Wenn das lange offene o einem hochdeutsch ei und mittelhochdeutschen ei entspricht, ist es heute vielfach durch ein langes e ersetzt.
In einigen Orten gibt es traditionell das Phänomen des Lambdazismus, bei dem ein d oder t durch l ersetzt wurde. Das Phänomen ist aber heute so weit zurückgedrängt, dass es kaum noch zu hören ist, lediglich in wenigen sehr häufigen Wörtern wie olla für oder oder holla für hat er ist es noch manchmal anzutreffen, sowie in Relikt-Wörtern, wie etwa „Do bin do wella gerennt“ („Da bin ich dort dagegen gestoßen“; wörtlich: „Da bin ich da wider gerannt“), also wella für wider.
Einige Begriffe, wie z. B. Karton, Balkon, Abort, Dessert, Büro, werden auf der ersten Silbe betont.
Schon kleinräumig unterscheiden sich lautliche Eigenheiten, etwa der kurze betonte Vokal im Namen, den die Mannemer [manəmɐ] bzw. Monnemer [mɔnəmɐ] ihrer Stadt geben.

### Morphologische Eigenheiten
Typische Merkmale des Kurpfälzischen, die es vom linksrheinischen Vorderpfälzisch unterscheiden, sind die Flexionsformen ihr hedd „ihr habt“ und die Mehrzahlendung der Verkleinerungsform -lin, z. B. Schäflin, Blimmlin „Schäfchen, Blümchen“ (Mehrzahl).  Diese Verkleinerungsform findet sich angrenzend auch im Südfränkischen (Nordbadisch).

## Verbreitung und Status des Dialekts

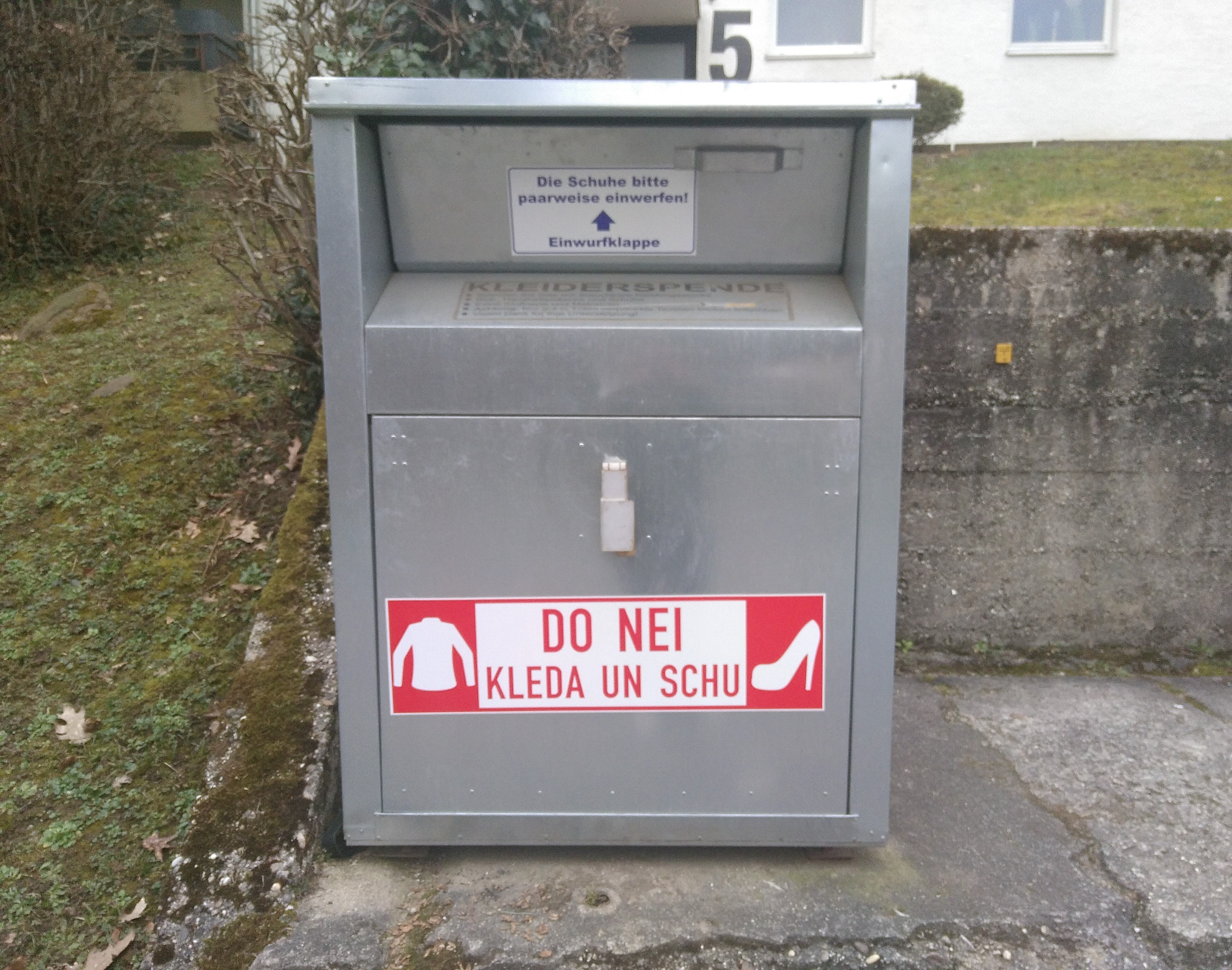
Altkleidercontainer in Heidelberg-Boxberg mit Aufschrift in kurpfälzischem Dialekt: „Do nei: Kleda un Schu“ (Hochdeutsch: „Hier hinein: Kleider und Schuhe“)

### Kurpfälzisch in der Alltagssprache
Von der älteren Bevölkerung auf dem Land wird der angestammte Dialekt wie selbstverständlich gesprochen, Hochdeutsch wird zwar nicht als Fremdsprache empfunden, aber in der Aussprache nicht immer perfekt beherrscht und nur bei Bedarf halbwegs gesprochen. Jüngere Leute bevorzugen eine je nach Gesprächssituation mehr oder weniger abgeschwächte, vereinfachte Dialektform. In größeren Städten, allen voran Heidelberg, ist der Dialekt aufgrund der zahlreichen zugezogenen Einwohner („Neigschneide“, „Neigschneggde“ oder „Neigeplaggde“) auf dem Rückzug zugunsten eines Regiolekts oder eines dialektal gefärbten Hochdeutschs. Bei den meisten gebürtigen Kurpfälzern ist aber die Herkunft auch noch an der Klangfarbe des gesprochenen Hochdeutsch erkennbar, was auch für viele andere Regionen Deutschlands (zum Beispiel Schwaben) oder für Österreich gilt; ein prominentes Beispiel ist der aus Leimen stammende Boris Becker.

### Kurpfälzisch in Kunst und Medien
Eine Förderin des Kurpfälzischen war die Mannheimerin und Heidelbergerin Elsbeth Janda, die unter anderem dem Schlabbinsche im SWR/ARD-Werbefernsehen, einer Hundedame an der Seite von Äffle und Pferdle, ihre Stimme lieh.
Überregional bekannt ist auch der Comedian Bülent Ceylan, der besonders mit der Mannheimer Ausprägung des Dialektes in seinen Programmen spielt. Ebenso bekannt und mit mehr oder weniger starkem typischem Dialekt sind der Schauspieler Uwe Ochsenknecht, die Moderatorin Christine Westermann, die Sängerin Joy Fleming, der Kabarettist Christian Habekost, der Kabarettist/Autor Arnim Töpel und der Soziologe, Autor und Kabarettist Hans-Peter Schwöbel.

## Besonderheiten im Wortschatz
Typisch kurpfälzische Ausdrücke sind zum Beispiel:
- abbà, awwà – Nein!, Ach was! (abbà leitet sich vom französischen il n'y a pas ab)
- ääns/åhns – eins
- Abbord, Abbee, der – Toilette
- all – ausgegangen, aufgebraucht (De Woi isch all. – „Der Wein ist ausverkauft.“)
- alla (eher im Norden, von „à la prochaine“, bis dann) / alle (eher im Süden, von „allez“, auf geht's), alla, alleee (à la prochaine, allez), bis dann, auf geht' s, alla hopp – Auf geht's! (Kann auch als Abschiedsgruß verwendet werden) (von französisch „à la prochaine fois“, – bis zum nächsten Mal, sowie aller – gehen), in anderer Bedeutung „eben, also“ (alla gut – „also gut“)
- alleweil – im Moment, soeben
- allerid – immer wieder („der kummd allerid riwwergedabbd“)
- als (Adv.) – üblicherweise/manchmal (Isch geh' als in de Leewe. – „Ich gehe manchmal in das Lokal 'Zum Löwen'“)
- Anner, de (de Anner – etwas abwertend für jemanden, dessen Name einem nicht einfällt, von „der andere“)
- Atzel – Elster
- awwl – eben, jetzt, heutzutage („alleweil“)
- Babbe – Papa, Vater
- Babbedeckel – Pappdeckel
- babble, babbln – sprechen, reden
- Babblwasser – Alkoholisches Getränk („Sprechwasser“)
- Bagaasch, die – Verwandtschaft, abwertend für Personengruppen (aus frz. le bagage – Reisegepäck)
- Barawer, der – Räuber
- Bärches, der – Kartoffelbrot (jüdischer Herkunft)
- Batschkapp, die – Baskenmütze, flache Kopfbedeckung; auch: Person, die viel redet
- Brabbl – Matsch, Schlamm
- Beer – Birne
- Beiz/Baiz – schäbiges Gasthaus, Kaschemme
- Bell – Pappel
- Bembl – Krug, Straßenbahn (in Heidelberg)
- Besel – Base oder alte Frau
- Benseniggl (sehr häufig auch: Belseniggl) – Nikolaus, Weihnachtsmann („Pelznickel“)
- Bettel, der – persönlicher Besitz/Gepäck, Kram
- Bettschisser – Löwenzahn, wegen der abführenden Wirkung
- Bletze, Bletzer – Schramme (aus frz. blessure – Verletzung)
- blogge – bohnern, polieren
- bloo – blau
- Bloomaul, das – Bezeichnung für „echte“ Mannheimer
- Bloomeel – blauer Fleck
- Blunz, die – dumme Kuh, abwertend für Frau, auch für einen Homosexuellen (ursprünglich „Blutwurst“)
- Bobbes – Popo
- Bobbele – Baby, Kleinkind, auch: Püppchen, Puppe
- Bobbeschees, die – Kinderwagen, Puppenwagen (von französisch la chaise – der Stuhl)
- Bongart – Kind (abwertend!) (von „Bankert“)
- Borschd – herangereifter junger Mann („Bursche“)
- Borzel – kleines, süßes Kind („goldischer Borzel“)
- Botschamba – Nachttopf (von französisch pot de chambre)
- Bremme – Pferdebremse
- Brenk – Badewanne
- bressiere/bressiare – eilig sein, sich beeilen (von französisch presser)
- broddle – stänkern, meckern
- Brotknordze/Knärzl – Endstück des Brotes (von „knorrig“)
- Brulle – Murmeln
- brunze – urinieren
- Brunztulp – Weichei, Angsthase
- Bruusl – die Stadt Bruchsal
- Buddiggel – Kriebelmücke
- Bulldog – Traktor (von der Produktbezeichnung Lanz Bulldog abgeleitete Gattungsname für Traktoren)
- bussiere – eine Liebschaft haben (von französisch pousser)
- Buwerollser – Schwuler
- Buwespitzle – Schupfnudeln
- Dachhaas – Katze (von „Dachhase“)
- dabbe – gehen
- dappisch/dabbisch – blöd, bescheuert, dämlich
- Dappschädel, der – nicht besonders intelligenter Mitmensch
- dawedda – dagegen („dawider“)
- delaida hawwe – etwas Leid sein („Heer uff, ich hebs delaida!“ – „Hör auf, ich bin es Leid!“)
- Dilldabbe/Dilledabb – ungeschickter Mensch
- Dinscher, der – Maler, Anstreicher (von „tünschen“)
- dischbedeere/dischbediere – diskutieren, heftig miteinander reden
- do – hier
- Dohl – Gully, Kanaldeckel
- Dollbohrer, der – ungeschickter Mensch (auch als Schimpfwort)
- Dorschd – Durst
- Dorschdl – jemand, der gerne und viel Alkohol trinkt (von „Durst“)
- driggle – trocknen
- Droddwaa – Gehweg (von französisch trottoir)
- drowwä – oben
- dottelisch/doddlisch – weich (von „Dotter“)
- Dubbe – Tupfen, Punkt
- Dullewaudel – törichte Frau (Schimpfwort)
- Gugg, die – Tüte
- Duwwak, der – Tabak
- -e – oftmals für die Ortsendung „-heim“ (Dossenheim -> Dossene; Eppelheim -> Ebbele; Kirchheim -> Kärsche; Handschuhsheim -> Hendesse; Heddesheim -> Heddesse; Hockenheim -> Hoggene; Sinsheim -> Sinse/Sinsene)
- ebband (sehr oft auch: ebba) – jemand
- ebbes – etwas
- Eemenze / Emeese, die (Haßloch: Imeze) – Ameisen
- Eischhännsche, Eischhändl, das – Eichhörnchen
- Elwedridsche – in den pfälzischen Wäldern heimisches Fabelwesen, ähnlich dem bayerischen Wolpertinger („Elwedridsche fonge“ – nichts (Rechtes) tun)
- Erwäd, die – Arbeit (Erwerbstätigkeit)
- Fäng – Schläge, Prügel („Willsch die Fäng? Du fängsch sie glei!“)
- Feez – Unsinn, Streiche
- fer ume – kostenlos, umsonst, vergebens
- Ferz – überflüssiger Kram, Unfug („Die hawwe do nor so billische Ferz“), unsinniges Verhalten
- Fieß – Beine („Füße“)
- fisediere – durchsuchen (visitieren, vgl. Leibvisite)
- Flaaschkieschlin/Flaischkiechlin – Frikadellen („Fleischküchlein“)
- Flabbes – Schläge, Prügel („Glei gibts Flabbes!“)
- Fladderrouse/Dindeblumme/Dinderouse/Schlabbadullä – Klatschmohn (je nach Ort verschieden)
- Frierhinggl, das – Frau, die von Natur aus leicht friert (wie ein gerupftes ‘‘Hinkel‘‘ - Huhn)
- fuddle – Ein Dribbling beim Fußball, auch: Fußball spielen, siehe auch: rumfuddle
- Gedidschde-Gedadschde (zusammen ausgesprochen) aus restl. Kartoffelbrei gebratene Küchlein
- gedriggld – getrocknet
- Geedl/Goodl – Patentante
- Geelerriewe, Gelwerriewe – Möhren, Karotten („Gelbe Rüben“)
- Geeßefuß – Nageleisen
- Geknoddel – Durcheinander, undurchsichtige Sache
- gepalde – behalten
- Ghannsdrauwe/Ghonnsdraawe/Khansdrauwe – Johannisbeeren („Johannistrauben“)
- Glotzbagg/Glotzbäggele – Stiefmütterchen (Pflanze)
- Gnaams/Immes – Tagesration Nahrung
- Gnaaz (auch: Knatsch) – Ärger
- gnoddere – meckern
- Gogglrobber – Kleintierzüchter („Hahnenrupfer“)
- Gosch, die – Mund (abwertend beim Menschen), Maul eines Tieres (Beispiel: Hald die Gosch!) franz. la bouche
- Gräwele – Graben (zwischen zwei Matratzen im Ehebett)
- greine, groine – weinen
- Griffel – Finger (Pl.)
- Griweworscht – Blutwurst
- Grumbeer, auch: Kadoffl – Kartoffel („Grundbirne“)
- Grune – Kronau
- Grusslbeer – Stachelbeere
- gruuschdle – ungeplant etwas suchen oder ausführen
- Guudheer – Eichelhäher
- Guudsl – Bonbon („Der kleebd õh dir wie e babbisch Guudsl!“ – „Er klebt an dir wie ein angelutschtes/r Bonbon.“)
- Hännsching – Handschuh
- Haffe(n) – Topf, aber auch abfällig für einen hässlichen Menschen (Hosch schun der Helga ihrn neie Kerl gsehe? Des is emol en Haffe!)
- Hajo! – Zustimmung 'aber ja', auch der Karnevalsruf der Heidelberger Narren
- Hallbern – Heidelbeeren
- hammas/hemmas – wir haben es („Sind wir / bist du bald fertig?“ -> „Hammas bald?“)
- Hannebembl/Hannebambl/Honebombl, der – läppischer (nicht ernst zu nehmender) Mensch
- hauß(e) – draußen („Do hauße“ – „Da draußen“)
- heewe – halten („heben“)
- heeb disch – Aufforderung mit anzupacken, wenn etwas Schweres zusammen zu tragen ist
- Heidernei! – Ausruf, Verwünschung
- Her!, bzw. Hea! – als Ausruf, ähnlich dem sonst üblichen „He!“ verwendet
- Herrgoddskäfferle/Ghannsvejjele – Marienkäfer („Johannisvöglein“)
- Herschwertsbosse – überflüssiges, umständliches oder seltsames Getue („mach ned so Herschwertsbosse“)
- Hewwl/Howwl – Hobel, auch: ein ungehobelter, grober Mensch
- Hinggl – Huhn
- hinnafodsisch – frech, falsch
- hogge – sitzen, hinsetzen
- Hoschbes – störrischer, unbeholfener, ungeschickter Mensch; auch ein Mensch, der unüberlegt schnell handelt
- hubbse/hobbfe – hüpfen
- Huddl, die – das Moped / Motorrad
- Huschdeguudsl – Hustenbonbon, auch: „Schaumschläger“ oder „Blender“
- Husai (alt)/Budslin/Hoggelen/Hutzel – Kiefernzapfen
- Husmoug (alt) – Tannenzapfen
- Hutsimbl – einfältiger Mensch
- huddle – pfuschen, Fehler machen aufgrund von Eile
- Itzer, der – in Schwimmbädern rund um Heidelberg und Neckargemünd Ausdruck für eine dem Bauchplatscher ähnliche Sprungtechnik, bei der die Gliedmaßen erst abgespreizt und dann im letzten Moment zur „Bombe“ zusammengezogen werden („Auf hea, mocha mol n Itzer!“)
- iwwerzwerch – übermütig, umständlich, verdreht
- jetzad – jetzt
- Kanzdraube – Johannisbeeren
- Kappes – Unsinn
- Kärdlschorz/Kiddlscherz – Arbeitsschürze für die Hausfrau, über der Taille zugebunden (Kittelschürze)
- Käärschl – kleines Auto (Diminutiv von „Karch“)
- Kerrloch – Kirrlach (Stadtteil von Waghäusel)
- Kerwe/Kääwe – Kirchweih, Kirmes
- Kerscheblotzer/Kerschejockel – ein Kirschkuchen (Blechkuchen)
- Keschde – Maronen, Esskastanien
- Kittel, der – Jacke
- Klicker, der oder die – Murmel(n) (auch: Hoden)
- Klickerles spielen – Mit Murmeln spielen
- Klimbakaschde – Spielautomat
- kloor, klar – nett, angenehm (von französisch la couleur – die Farbe, En klore Kerl! – Ein guter Junge)
- knodderä – schmollen, undeutlich meckern
- Knoddl/Gnoddl – kleines dickliches Mädchen (ä siesi Knoddl), auch: Kot (Haseknoddl) oder: minderwertiges Gerät (Sou-en Gnoddl!)
- Knorze/Knörzel/Knerzl – Brot (Endstück)
- Knowlisch/Knowlloch – Knoblauch
- kratze – stehlen
- Krawwe/Krabbe – Krähen
- Kribbl, der – Kind(er) (von Kleinwüchsige, Krüppel)
- Krutze/Krotze, der – Apfelkerngehäuse, auch: Kind(er), auch: Hals („ich geh der an de Grutz!“)
- Kussäng (Betonung auf der ersten Silbe) – Cousin, Vetter
- laafe – gehen
- Lagg(e)l – starker, grober, furchteinflößender oder flegelhafter, ungebildeter, unhöflicher Mensch (Schimpfwort); im Heidelberger Sprachraum auch für einen körperlich großen Menschen verwendet
- Lallegegiller/Laddehoog – Lattenzaun
- aus da Lameng (Betonung auf der zweiten Wortsilbe) – aus dem Handgelenk, mit links (von französisch la main – die Hand)
- Lapp, die – Mund(-werk) „halt dei Lapp“
- Lappeduddl/Leppeduddl, Labbeduddelheini, der – läppischer, kindischer, schlaffer Mensch
- Lappjägl, der – läppischer Mensch
- letz – falsch, verkehrt, wenn jemand nicht letz ist, ist er nicht verkehrt, d. h., er ist in Ordnung; auch als Ausruf Oh letz! = Oje!
- -lin, -le – wird sehr oft für die Endung -chen benutzt (zum Beispiel: Bledslin – „Plätzchen“)
- Loddl – Lottel („liederlicher Mensch“)
- Lodsch – behäbige Frau
- Lumbehaafe – abwertend für: Ludwigshafen am Rhein („Lumpenhafen“)
- Maadlin/Meedle/Määdln/Maid usw. – Mädchen (Plural)
- Mabbl - Matsch
- Määrbs – Kaffeestückchen (von „mürbe“, also: Mürbeteig)
- mallad – krank (aus französisch malade)
- mandoniere (alt) – bewerkstelligen (aus französisch maintenir)
- Mannem – die Stadt Mannheim, südliche Aussprache
- Menno – kindlich-vorpubertärer Verweigerungsausruf gegen elterliche Anordnungen, die der Nachwuchs als Zumutung empfindet (von französisch: Mais non! = „Aber, nein!“)
- Mess, die – Kirmes zum Beispiel Mannemer Mess – Mannheimer Kirmes
- Metzlsupp, die – „Metzelsuppe“, also eine beim Schweine schlachten (metzeln – töten) sofort anfallende Wurstsuppe
- Milichbusch, der – Löwenzahn
- Monnem – die Stadt Mannheim, nördliche Aussprache
- Mores, der – Angst (von lat.: mos, moris: Sitte, Moral) „Dich werd ich Mores lehren!“ – „Ich werde Dich Anstand lehren/Dir Anstand beibringen.“
- Moschdkopp, der – Quadratschädel (großer Kopf)
- Mugge/Migge, die – Stubenfliegen/Schnake; schlechte Laune
- Muff – umgangssprachlich After / Poöffnung
- Muggebadscha, auch: Miggebatscha, Miggepletsch, Miggebatsch – Fliegenklatsche
- Neigschneide – zugezogene Einwohner („vom Schnee Hereingewehte“)
- Noigeblaggde – zugezogene Einwohner
- niwwa – hinüber
- noidabbe – (in etwas) (r)eintreten
- nuff – hinauf, herauf
- nunna/nunnazuus – hinunter, hinab
- noodert – nachher
- Ögg – die OEG, Straßenbahn der Oberrheinischen Eisenbahngesellschaft
- Oggseaag – Spiegelei („Ochsenauge“)
- Ohreschlechde – Pocken
- olwer/olwa – ungeschickt, grob, grobschlächtig, unförmig, tollpatschig, ungehobelt; außergewöhnlich groß/dick
- olwa Schleisch / Kleetz – große Brüste
- Olwaniggl – rabiater Mensch (von ‘‘olwa‘‘ - rabiat)
- owwedrowe – oben (Stockwerk höher)
- Owacht – Achtung (von „Obacht“)
- Owe(n)d – Abend
- Paraplie – Regenschirm (von französisch parapluie)
- Pärsching – Pfirsich
- Pedder(isch)/Pfedderich – Patenonkel
- Pederle, des – Petersilie
- peese – beeilen, rennen („Nu misse' ma awa peese!“)
- p(f)etze – (z. B. in die Hand) kneifen
- Plankschd – die Gemeinde Plankstadt
- plotze, blotze – rauchen („Der plotzt ä Kipp nach der onnere!“)
- Potschamber, der Nachttopf (von französisch pot de chambre)
- Puhlloch – früher Auffangbecken für Jauche
- Quadratschädel, der – Moschdkopp (großer Kopf)
- Quedsch – Zwetschge, Pflaume
- Quedschdekuche – Zwetschgenkuchen
- Quedschkommod – Ziehharmonika, Akkordeon (von quetschen)
- Quellmänner – Pellkartoffeln
- räddse (Partizip:geräddsd) – frotzeln, aufziehen
- Räddsales – Parteiball
- Rätsch – Tratsche, klatschende weibliche Person (von tratschen, bayerisch ratschen)
- rapple, rabbln – pinkeln, urinieren (lautmalerisch)
- ratze – schlafen
- räschlä – rechnen, rechen, oder röcheln
- Reidschuul – Kinderkarussell auf Jahrmärkten o. ä.(„Reitschule“)
- renne – laufen
- Ribbsche, das – ungeräuchertes Kotelettstück des Schweins samt Knochen, entspricht dem Frankfurter Rippchen
- „Du Rindsbeidl“ – „du Idiot“
- Rieweniggl – grober, brutaler Mensch (von ‘‘Riewe‘‘ - Rübe)
- riwwa – herüber
- Roi – der Fluss Rhein
- ronndeesig – zornig
- rumbixe – fremdgehen (siehe Bix)
- rumfuddle – an etwas Kompliziertem arbeiten, rumspielen, murksen; siehe auch fuddle
- rumleiere – Zeit verschwenden
- runnerzuus – hinab, herunter
- Rußniggl, der – schwarzer Mensch (eigentlich Schornsteinfeger, auch Mitbürger schwarzer Hautfarbe)
- Saichbisch – Löwenzahn („Seichbüsche“)
- Saupeffa/Soipeffa – deftiges Gericht aus Schweinefleisch und Schweineblut
- schasse – jagen (von französisch chasser)
- Schdaffl (Sg.), Schdeffelin (Pl.) – (Außen-)Treppe
- schdumbe – schubsen
- scheel – schräg: jemanden komisch anschauen, begriffsstutzig („bischd scheel?“ – „begreifst / siehst Du das nicht?“),
- schepp/schepps – schief
- Schesslong – Sofa (von französisch chaise longue)
- Schickse, die – aufgedonnerte Frau
- schier(gar) – etwa, beinahe, fast (von „circa“)
- Schlabb, die – unordentliche Frau
- Schlambammbl – unzuverlässiger Mensch
- Schlappe, der – Schuh
- Schlappgosch – Vielredner, Dialektsprecher (von „schlapper Mund“)
- Schlappjergl, der – schlaffer, läppischer, nicht ernst zu nehmender Mensch
- Schlori, der – das Schlitzohr, der Herumtreiber
- Schlumpl/Schlumbl – eher weniger hübsche Frau (von „Schlampe“?). In vielen Dörfern gibt es zur Kerwe (siehe dort) eine Kerweschlumbl als Maskottchen, die am Ende der Kerwe verbrannt wird.
- schneegisch – wählerisch, verwöhnt
- Schniss, Schnüss – Schnute, unfreundlicher Gesichtsausdruck
- Schnoigiggl/Schnorrgiggl – Schnorrer
- Schnooge – Stechmücken Culex pipiens, Bremsen
- Schnoogeribbsche – dünner Mensch (von Schnakenrippe)
- Schnorres – Schnurrbart, Schnauzbart
- Schobbe – Schoppen, Viertel- oder Halbliter-Glas für ein Getränk, vorzugsweise Wein
- Schobfe – Heuschober
- Schritz – abfällig für unangenehme/ungepflegte Frau („die ald Schritz“)
- Schommbess – viel Zeug, „Hea, schafft amol den Schommbess do naus“ („Räumt den Kram weg!“)
- Schorlä – jemand, der viel Weinschorle trinkt; Alkoholiker
- schorre/schore – umgraben von „scharen“ (die Pflugschar)
- Schorsch – Georg
- Schorschine – Georgia
- Schossee, die – Landstraße (vorn betont, von französisch chaussée)
- schwenge – trinken, saufen („Schweng da de Schorle rein.“)
- Schwoowe – Schwaben (im Kurpfälzer Sprachraum äußerst „beliebter“ Nachbarstamm)
- schwetze – sprechen, unterhalten
- sedd – dort („Wenn ma frieher abfahre, simmer ehnder sedd!“)
- sedd dånne – da drüben („De Schreiwer liggt sedd dånne uffem Schenggl“ – „Der Stift liegt da drüben auf dem Schränkchen“)
- sell (selli, seller) – dieses/diese/dieser, jenes/jene/jener, „seller weller wu“ („der der etwas getan hat“)
- Seellerisch (Sellerie)
- sisch dummle – sich beeilen („tummeln“)
- Spitzklicker, der – Pedant, durchtriebener Mensch
- Stobberknoddl, der – der Pömpel, Abflussreiniger
- tripliere – drängen, drängeln
- Trottwaar, das – Bürgersteig, Gehweg (von französisch trottoir)
- uf – auf
- uuschierich – unpraktisch, unbeholfen
- uze / uuze – foppen, veräppeln, hereinlegen, spotten
- Un? („Wie gehts Ihnen/dir?“), auch: „Un, wie?“, Antwort: „Un, selwa?“ („Und, wie geht es dir/Ihnen selbst?“)
- unnedrunne – unten (Stockwerk tiefer)
- verdeffendiere, sich – sich verteidigen (se défendre)
- verdorzelt – vertrocknet
- vergroode – missraten
- verknoddelt – verknotet
- verschnuddle – verkleckern
- verzähle – berichten, erzählen
- Vetter – Alter Mann
- Vissimadende – Dummheiten, Ungehörigkeiten („Mach ma kee Vissimadende!“, aus der Franzosenzeit der linksrheinischen Gebiete (1794–1814), als französische Offiziere junge Mädchen aufforderten: Voulez-vous visiter ma tente? – „Möchten Sie mein Zelt besuchen?“)[2][3]
- Wasserlätsch – Wasserpfütze
- wärgle – sich oder etwas rollen, wälzen, oder auch heimwerken („werkeln“)
- Wärgel, der – Teigroller
- Wäsching/Wärsching – Kopf (bedeutet „Wirsing“, abwertend gebraucht: er streckt seinen Wäsching aus dem Fenster heraus)
- Weck, das oder der – Brötchen („Sinn die Weck weg? Sinn die all all? Wer waren do do?“)
- wedda – wider/gegen, dagegen
- Weeschd?/Woosch? – Weißt Du?
- Weffz(e) – Wespe
- Welschkorn (alt) – Mais (von „welschem Korn“)
- Wengert/Wingert – Weinberg, Weingarten („Wingert“)
- wesche (Aussprache: kurz) – hauen, schlagen, zum Beispiel wedda di Wand wesche („gegen die Wand hauen“)
- Wescher (Aussprache: kurz, Betonung auf 1. Silbe) – einer, der heftig zuschlagen (hiewesche) kann, besonders kräftiger Kerl, ein für seine Art besonders großes Objekt („Was'n Wescher“ – erstaunt „Was für ein großer Gegenstand“, zum Beispiel Buch, Löffel)
- Witmann, der – Witwer
- wit – willst,wit sel hou? – Willst du das haben?
- Woi – Wein
- Woiknorze
- Worschd – Wurst
- workse – würgen
- Wutz – Sau
- zakkere – pflügen
- Zellarisch – Sellerie
- Zengnessle – Brennnesseln
- Zores – Ärger, Krach (aus dem Jiddischen)
- zowwle – herumzupfen: an de Hoor zowwle (an den Haaren ziehen)
- zwaa – zwei (eine weibliche + eine männliche Person)
- zwee – zwei (zwei männliche Personen)
- zwou – zwei (zwei weibliche Personen)
- Zwiwwl, Zwiwwle – Zwiebel, Zwiebeln
- zwiwwle – wehtun („zwiebeln“), „Des zwiwwlt“ („Das tut weh“)
- jemand zwiwwle – jemanden schikanieren („zwiebeln“)
- Zwoggl / Zwuggl – kleiner, oft ungelenker Mensch; Bayer („Zwocklsbrücke“ in Neustadt an der Weinstraße)
- Zornniggl – zum Zorn neigender Mensch

Anmerkungen:
Einige dieser Begriffe sind nur in einzelnen Ortschaften gebräuchlich. Viele von ihnen sind noch der älteren Generation geläufig, sonst aber im Verschwinden begriffen und werden durch dem Standarddeutschen nähere Wörter ersetzt. Weil eine Verbreitung auch in Nachbardialekten bzw. im ganzen süddeutschen Raum möglich ist, werden einige auch unter Odenwälderisch, Odenwäldisch, süd-rheinfränkische Dialektgruppe, Schwäbische Dialekte etc. aufgeführt.